# Sauvagny
Sauvagny är en kommun i departementet Allier i regionen Auvergne-Rhône-Alpes i de centrala delarna av Frankrike. Kommunen ligger  i kantonen Hérisson som ligger i arrondissementet Montluçon. År 2022 hade Sauvagny 83 invånare.

## Befolkningsutveckling
Antalet invånare i kommunen Sauvagny
Referens: INSEE